# Meridiano 77 W
O meridiano 77 W é um meridiano que, partindo do Polo Norte, atravessa o Oceano Ártico, América do Norte, Oceano Atlântico, Mar do Caribe, Panamá, América do Sul, Oceano Pacífico, Oceano Antártico, Antártida e chega ao Polo Sul. Forma um círculo máximo com o Meridiano 103 E.
Começando no Polo Norte, o meridiano 77º Oeste tem os seguintes cruzamentos:
| País, território ou mar | Notas |
| ----------------------- | --- |
| Oceano Ártico           | |
| Canadá                  | Ilha Ellesmere, Nunavut                                                                                   |
| Baía de Baffin          | |
| Canadá                  | Ilha Bylot e Ilha de Baffin, Nunavut                                                                      |
| Bacia de Foxe           | |
| Canadá                  | Nunavut - Ilha Bray                                                                                       |
| Bacia de Foxe           | |
| Canadá                  | Nunavut - Ilha do Príncipe Carlos                                                                         |
| Bacia de Foxe           | |
| Canadá                  | Nunavut - Península de Foxe, Ilha de Baffin                                                               |
| Estreito de Hudson      | |
| Canadá                  | Nunavut - Ilha Salisbury                                                                                  |
| Estreito de Hudson      | |
| Canadá                  | Quebec |
| Baía de Hudson          | |
| Canadá                  | Quebec Ontário                                                                                            |
| Lago Ontário            | |
| Estados Unidos          | Nova Iorque Pensilvânia Maryland District of Columbia Virgínia Carolina do Norte                          |
| Oceano Atlântico        | |
| Bahamas                 | Ilhas Man-O-War Cay e Grande Abaco                                                                        |
| Oceano Atlântico        | Passa a oeste da ilha Eleuthera, Bahamas · Passa a leste da ilha New Providence, Bahamas                  |
| Cuba                    | |
| Mar das Caraíbas        | |
| Jamaica                 | |
| Mar das Caraíbas        | |
| Colômbia                | |
| Equador                 | |
| Peru                    | Passa a leste de Lima                                                                                     |
| Oceano Pacífico         | |
| Oceano Antártico        | |
| Antártida               | Território reclamado pelo Reino Unido (Território Antártico Britânico) · e pelo Chile (Antártida Chilena) |